# Longing from afar
「Longing from afar」（ロンギング・フロム・アファー）は、日本の作曲家、藤倉大が2020年に作曲した、テレ・パフォーマンスのための作品である。

## 作曲の経緯
2019年末より、世界中で広がった新型コロナウイルス感染症によるパンデミックによって、ヨーロッパやアメリカなどではロックダウンなどの措置が取られ、また音楽分野においても、演奏会の中止や延期が相次いだ。
当時、ロンドンに在住していた藤倉は、ロックダウンに伴う外出自粛の間、YouTubeのライブ配信などを通じて、山田和樹や福川伸陽、田中祐子、本條秀慈郎といった音楽関係者たちとの「対談」を行なった。その対談の過程で、指揮者の山田和樹が藤倉に「テレ・パフォーマンスのための作品を書いて欲しい。」と依頼したことから、作品は制作された。

## 概要
作品はテレ・パフォーマンスのために書かれており、ZoomやSkypeといった、ビデオ会議用のアプリを使用して演奏を行う。

## 初演
世界初演は、2020年5月4日に、YouTubeのライブ配信で山田和樹指揮、東京混声合唱団の演奏による合唱版として初演された。
舞台上での初演は、2020年9月26日に日本の東京で開催された現代音楽祭「ボーン・クリエイティブ・フェスティバル」で初演された。

## 編成
作品はテレ・パフォーマンスのために書かれており、楽器の指定がない。

## 楽曲構成
作品は4つのルールからなる。
1. 全体の7つのセクションは、セクションからセクションへ移る時にはギャップは無く、続いて流れるように演奏すること。
2. Pitchの段にある⾳程を、Colourの段にある演奏⽅法で演奏する。Colourの段にあるいくつかの奏法を演奏者、歌⼿は⾃由に選んで演奏する。あるいは前もって決めておくのでも良い。
3. Pitchの段にある⾳程はどのオクターヴで演奏しても良い。
4. 歌う場合は、どの⾔葉、意味のない⾔葉、⾳としての声で歌っても良い。なるべく⺟⾳を多く使った柔らかな⾳、⼦⾳的なノイズは極⼒避けること。

また指揮者やリーダーへのリクエストなども指示されている。